# Убийства эмо в Ираке
Убийства эмо в Ираке — случившаяся в 2012 году череда преступлений против личности на почве ненависти, которые были частью кампании по преследованию эмо в Ираке. Не менее 70 человек были похищены, подвергнуты пыткам и убиты в Багдаде и других городах Ирака в марте 2012 года. В сентябре 2012 года BBC News сообщила, что преследования представителей неформальных субкультур не прекращались.

## Предшествующие обстоятельства
Культура эмо обрела популярность среди иракских подростков в 2011 году. Немногим ранее она стала популярной в других арабских странах. В условиях консервативного религиозного общества культура эмо стала необоснованно ассоциироваться с гомосексуальностью, за который по законам шариата полагаются тяжкие наказания вплоть до смертной казни. В Саудовской Аравии существует запрет для гомосексуальных подростков, сторонников субкультуры эмо и девушек в одежде мужского стиля посещать школы и вузы страны. В 2009 году религиозная полиция Саудовской Аравии арестовала 10 женщин-эмо, посетивших кафе, якобы за нарушение общественного порядка, а в 2008 году консервативные египтяне критиковали сторонников эмо-моды в Каире за то, что они были «учениками сатаны и гомосексуалов». Гомосексуальность не является преступлением в Ираке, но она табуирована, и многие представители нестандартной сексуальной ориентации подвергаются там преследованиям, вплоть до убийств. Преследования геев стали ещё более активными после начала Иракской войны и достигли пика в 2006 году.
В феврале 2012 года полиция нравов Багдада опубликовала на сайте министерства внутренних дел Ирака заявленине с критикой эмо-подростков за то, что они носят «странную узкую одежду с изображением черепов» и «колокольчики в носу и на языках». В заявлении эмо сравнивались с сатанистами и приводилась цитата полковника Муштака Талеба аль-Махемдави, заявившего, что полиция морали получила официальное одобрение со стороны МВД «как можно скорее устранить [явление], поскольку оно вредно влияет на общество и становится опасным». По данным газеты New York Times, в Багдаде и окрестностях началось распространение агитации с призывами убивать людей, «если эти геи не отрезали себе волосы, не перестали носить одежду поклонников дьявола и не перестали слушать метал, эмокор и рэп».

## Убийства
Первые мёртвые были найдены в мусорных контейнерах с признаками убийства бетонными блоками. Такой способ линчевания называется «mawt al-blokkah» и широко распространён в Ираке: нападающие с помощью верёвок ставят на торец 2-3 бетонных блока, после чего кладут жертву рядом с ними и опрокидывают блоки сначала на ноги, потом на тело и на голову. Впоследствии были установлены и случаи убийства эмо другими жестокими способами, например, с помощью топора.
Информационное агентство Reuters сообщило, что сотрудники госпиталей и полиции оценили численность жертв в 14 и более. По данным правозащитной группы «Брюссельский трибунал», были убиты порядка 100 человек. Associated Press со ссылкой на представителя МВД Ирака сообщила, что всего убиты 58 эмо и все они являются мужчинами. По данным Би-би-си, также были убиты 12 женщин-эмо. Представители ООН сообщают, что реальное число жертв может быть гораздо выше.

## Ответственность за преступления
Международные правозащитные группы призвали иракские власти расследовать убийства, заявив, что они являются делом рук военизированных групп и полиции, включая такие полукриминальные формирования, как Армия Махди, созданная в 2003 году популярным шиитским священнослужителем Муктадой аль-Садр. Иракские журналисты и американский востоковед Марк Левин предположили, что натравливаение вооружённых групп на эмо служит интересам иракских властей, отвлекая их от политических идей в хаотичном послевоенном Ираке. Иракский телеканал Аль-Сумария сообщил, что Садр отрицал свою вину в массовых убийствах, критикуя эмо, но призывая решать этот вопрос в законом порядке.
После освещения убийств иракские официальные лица отрицали существование каких-либо организованных мер по убийству неформалов, и сказал, что эта истерия была поднята в качестве антиисламской и антиправительственной пропаганды.
В сентябре 2012 года Би-би-си опросила 17 молодых мужчин, относящихся к неформальным субкультурам, друзья которых были убиты, и сообщила, что все обвиняют министерство внутренних дел Ирака в подстрекательстве к убийствам.
В мае 2012 года правительство Голландии расширило программу предоставления политического убежища гражданам Ирака, которые находятся в опасности из-за действий покрываемых государством преступников.

## Оценки ситуации
Аналитик израильской разведки Даниэль Броде утверждает, что убийства являются частью общего сдвига внутри иракского шиитско-арабского населения в сторону «более религиозного, более консервативного и более озлобленного общества» с целью укрепления вертикали власти путём создания «фундаменталистского шиитского правительства».
После ирано-иракской войны Саддам Хусейн стал опираться на радикальный исламский традиционализм. В 1993 году была введена смертная казнь за гомосексуальность. 1995 году было создано вооружённое формирование «Федаин Саддам», которое наказывало иракцев, чье поведение не вписывалось в традиционные исламские нравы. Приблизительно 3000 человек были подвергнуты пыткам с 1991 по 2003 годы силами безопасности Ирака за выражение своей сексуальности. Вторжения США в Ирак в 2003 году привело к власти консервативную исламскую партию «Дава», и Хьюман Райтс Вотч говорит, что с 2004 года сотни иракских геев были убиты. Сообщалось, что кампания возглавляется армией Махди, и силы безопасности Ирака заявили, что «сговорились и присоединились к убийству». Зафиксированы случаи похищения жертв из их жилья, пыток для получения сведений о местонахождении других неформалов, изнасилования и надругательства над трупами.
В газете The Guardian американский правозащитник Скотт Лонг назвал Ирак «разрушенным обществом со сломанным политическим процессом и сломанным обществом» и сказал: «Нельзя называть случившееся убийствами геев — преступники не разбирались в сексуальной ориентации жертв». Кроме того, он заявил, что «иракцам необходимо обсудить, почему ужасы последних четырёх десятилетий заставили инаковость казаться невыносимой».